# スコット・ウルフ
スコット・ウルフ（Scott Wolf、1968年6月4日 - ）は、アメリカ合衆国の俳優。映画『白い嵐』で主役を演じたほか、テレビドラマ『サンフランシスコの空の下』でサリンジャー家の次男ベイリー役で知られる。

## 出演作品
- ナイトシフト 真夜中の救命医（スコット・クレメンス）
- パーセプション 天才教授の推理ノート（ドニー・ライアン）
- NCIS 〜ネイビー犯罪捜査班 シーズン9（ストラットン／ジョナサン・コール）
- V シーズン2（チャド・デッカー）
- V シーズン1（チャド・デッカー）
- CSI:ニューヨーク5
- エバーウッド 遥かなるコロラド シーズン4（ジェイク・ハートマン）
- エバーウッド 遥かなるコロラド シーズン3（ジェイク・ハートマン）
- 72時間
- わんわん物語II
- Go（アダム）
- ケビン・ジョンソンの失踪
- 夕べの星（ブルース）
- 白い嵐（チャック･ギーグ）
- サンフランシスコの空の下
- ダブルドラゴン